# Аньшань
Аньша́нь (кит. упр. 鞍山, пиньинь Ānshān) — городской округ в провинции Ляонин КНР.

## География
Городской округ раскинулся с запада на восток на 133 км, вдоль горного хребта Цяньшань, и занимает площадь в 9282 км². Аньшань находится на 89 км южнее Шэньяна, административного центра провинции.

## История
Археологические исследования позволяют утверждать об очень древнем присутствии человека в этих местах, порядка 20 тысяч лет назад.
Во времена империи Мин здесь была построена почтовая станция, которая получила название «Аньшань» («Седловидная гора») из-за того, что поблизости имелась гора, напоминавшая по форме лошадиное седло. Потом здесь начали добывать железо, и рядом с почтовой станцией вырос населённый пункт.
В 1918 году здесь было создано совместное китайско-японское сталелитейное предприятие. Когда после инцидента 18 сентября Япония в 1931 году захватила Маньчжурию, то предприятие стало чисто японским, а в 1933 году было переименовано в «Showa Steel Works». Когда эти земли стали частью Маньчжоу-го, здесь стали возводиться новые сталелитейные предприятия. 1 декабря 1937 года был официально образован город Аньшань.
Город стал одним из крупнейших индустриальных центров Азии, в результате чего во время Второй мировой войны превратился в постоянную мишень для американских стратегических бомбардировщиков, а ВВС Императорской армии Японии выделили для его прикрытия 1-ю эскадрилью 104-й боевой группы. После 1945 года эти земли вернулись в состав Китая, однако в ходе гражданской войны они стали ареной одного из крупнейших сражений между НОАК и НРА.
В феврале 1948 года Аньшань был взят Народно-освободительной армией Китая. 9 июля 1949 года начал работу восстановленный Аньшаньский сталелитейный завод. Стали развиваться добыча угля и железа. Развитие тяжёлой промышленности вызвало ухудшение экологической ситуации, и наряду со славой крупнейшего производителя стали Аньшань приобрёл известность также одного из самых загрязнённых мест Китая.
После образования КНР уезды Хайчэн и Сюянь вошли в состав провинции Ляодун, уезд Тайань — в состав провинции Ляоси, а город Аньшань, который после взятия коммунистами был подчинён напрямую Северо-Восточному народному правительству, 12 марта 1953 года стал городом центрального подчинения. В 1954 году провинции Ляодун и Ляоси были объединены в провинцию Ляонин, и город Аньшань из города центрального подчинения стал городом провинциального подчинения; провинции были разбиты на «специальные районы», и уезды Хайчэн и Тайань вошли в состав Специального района Ляоян (辽阳专区), а уезд Сюянь — в состав Специального района Аньдун (安东专区). В 1958 году специальные районы были расформированы, и с 1959 года уезд Тайань перешёл под юрисдикцию властей Шэньяна, уезд Сюянь — под юрисдикцию властей Аньдуна (в 1965 году переименованного в Даньдун), уезд Хайчэн — под юрисдикцию властей Аньшаня; уезд Ляоян был присоединён к городу Ляоян, который тоже перешёл под юрисдикцию властей Аньшаня.
29 апреля 1961 года уезд Ляоян был вновь выделен из города Ляоян в отдельную административную единицу (при этом они оба оставались под юрисдикцией властей Аньшаня). В 1964 году был образован Специальный район Шэньян (沈阳专区), в состав которого из-под юрисдикции Шэньяна перешёл уезд Тайань. 16 декабря 1965 года был образован Специальный район Ляонань (辽南专区), в состав которого из-под юрисдикции Аньшаня были переданы уезды Ляоян и Хайчэн. 26 декабря 1968 года специальный район Ляонань был расформирован, и уезд Хайчэн перешёл под юрисдикцию властей Инкоу; в том же году уезд Тайань перешёл из состава Специального района Шэньян в состав Сельскохозяйственного района Паньцзинь (盘锦垦区), который в 1970 году был переименован в Округ Паньцзинь (盘锦地区).
В 1973 году уезд Хайчэн был передан под юрисдикцию властей Аньшаня. В 1975 году под юрисдикцию властей Аньшаня перешёл уезд Тайань. 30 декабря 1983 года Аньшаньский Пригородный район (郊区) стал районом Цзюбао (旧堡区). 17 января 1985 года уезд Хайчэн был преобразован в городской уезд, а уезд Сюянь — в Сюянь-Маньчжурский автономный уезд. В 1992 году Сюянь-Маньчжурский автономный уезд был передан из подчинения властям Даньдуна в подчинение властям Аньшаня. В 1996 году район Цзюбао был переименован в Цяньшань.

## Население
Большинство населения Аньшань — это ханьцы (3,020 млн чел.), остальные 564 тыс. чел. — мяо, хуэйцы, чжуаны, туцзя, буи и ещё около 40 национальных меньшинств.

## Административно-территориальное деление
Городской округ Аньшань делится на 4 района, 1 городской уезд, 1 уезд, 1 автономный уезд:
| Карта | Карта                              | Карта                              | Карта           | Карта                  | Карта                   | Карта         | Карта                      |
| ----- | ---------------------------------- | ---------------------------------- | --------------- | ---------------------- | ----------------------- | ------------- | -------------------------- |
|       |                                    |                                    |                 |                        |                         |               |                            |
| #     | Статус                             | Название                           | Иероглифы       | Пиньинь                | Население (2003, прим.) | Площадь (км²) | Плотность населения (/км²) |
| 1     | Район                              | Тедун                              | 铁东区          | Tiědōng qū             | 490 000                 | 30            | 16 333                     |
| 2     | Район                              | Теси                               | 铁西区          | Tiěxī qū               | 290 000                 | 34            | 8 529                      |
| 3     | Район                              | Лишань                             | 立山区          | Lìshān qū              | 420 000                 | 55            | 7 636                      |
| 4     | Район                              | Цяньшань                           | 千山区          | Qiānshān qū            | 260 000                 | 503           | 517                        |
| 5     | Городской уезд                     | Хайчэн                             | 海城市          | Hǎichéng shì           | 1 130 000               | 2 732         | 414                        |
| 6     | Уезд                               | Тайань                             | 台安县          | Tái'ān xiàn            | 380 000                 | 1 393         | 273                        |
| 7     | Сюянь-Маньчжурский автономный уезд | Сюянь-Маньчжурский автономный уезд | 岫岩满族 自治县 | Xiùyán Mǎnzú zìzhìxiàn | 510 000                 | 4 502         | 113                        |

## Экономика
Аньшань называют «стальной столицей» Китая. Город является крупным центром добычи железной руды и чёрной металлургии (шахты и металлургический комбинат Ansteel Group).
В августе 2021 года две металлургические корпорации из провинции Ляонин — Anshan Iron and Steel Group Corporation (Ansteel) и Ben Gang Group Corporation — подписали соглашение о слиянии и реорганизации. Новое предприятие стало третьим по величине производителем стали в мире. После завершения слияния производственная мощность Ansteel составила 63 млн тонн нерафинированной стали в год. По этому показателю компания вышла на третье место в мире, уступая лишь China Baowu Steel Group и ArcelorMittal.

## Транспорт
Коммерческие авиаперевозки города обслуживает аэропорт Аньшань Тэнао.

## Достопримечательности
- Ландшафтные достопримечательности расположенного рядом горного хребта Цяньшань — вершины необычных форм, отвесные скалы и склоны, покрытые вековыми деревьями. Цяньшань получил статус природной зоны государственного значения.
- Горячие источники и грязи санатория «Танганцзы», богатые минеральными веществами. Средняя температура источников в любое время года +70 °C.
- Более 40 монастырей и храмов, расположенных по склонам гор.
- Сад Нефритового Будды. Здесь находится самый большой в мире (260 тонн) Будда, вырезанный из нефрита (jade). Он занесен в Книгу Гиннесса.

## Образование
В городе два крупных университета:
- Университет науки и техники провинции Ляонин (также называется Аньшанский университет науки и технологии)
- Аньшанский педагогический университет.

## Международные отношения
Города-побратимы
| Страна         | Город     | Год породнения |
| -------------- | --------- | -------------- |
| Япония         | Амагасаки | 1983           |
| Великобритания | Шеффилд   | 1983           |
| Турция         | Бурса     | 1991           |
| Россия         | Липецк    | 1992           |
| Великобритания | Бирмингем | 1996           |
| Южная Корея    | Ансан     | 1997           |
| Израиль        | Холон     | 2000           |

4 апреля 1992 года был подписан договор об установлении побратимских отношений с городом Липецк, а в 1998 и 2001 годах — договоры о взаимном сотрудничестве в области науки, обмена студентами и делегациями, о повышении квалификации преподавателей, о взаимном обучении стажёров и аспирантов.